# Schimmese

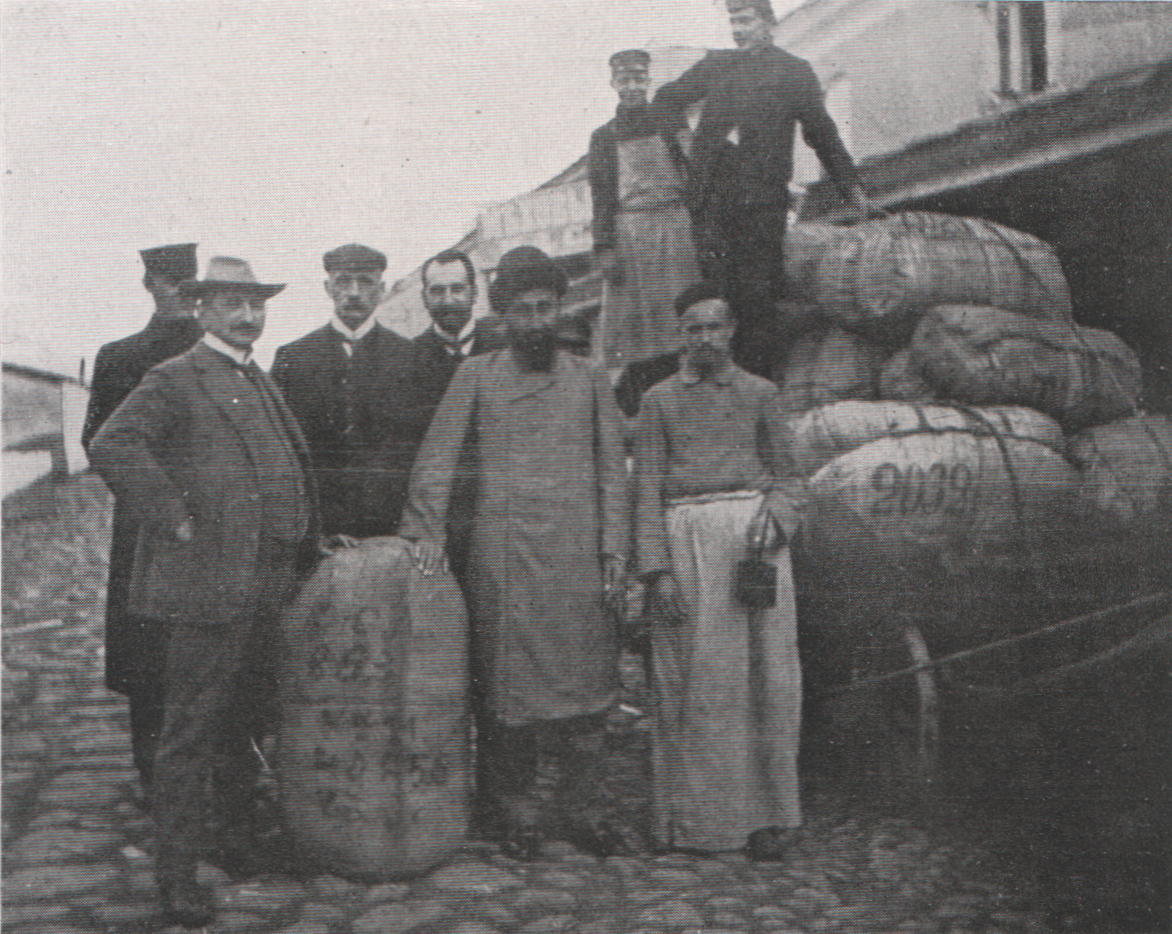
Karakulfell-Händler und Kunden auf der Pelzmesse in Nischni Nowgorod mit Fellsäcken (um 1900)

Schimmese bezeichnete im Handel ein Pelzmaß für die Packen von Häuten und Fellen in Säcken, zu früherer Zeit in Russland für diesen Exporthandel eine der wesentlichen Verpackungs- und Angebotsarten. Abgeleitet ist der Begriff von „Schin“, ein Sack mit Pelzfellen. Gelegentlich wurde der Begriff wohl auch für ähnliche Gebinde anderer Warenarten gebraucht.
Das Pelzmaß findet sich zum Beispiel häufig in den lübeckischen Pfundzollbüchern des 14. bis 16. Jahrhunderts. Kleinere Bündel wurden als „Banth“ bezeichnet (um 1603). Für den Transport der eingekauften Felle nach Deutschland wurde als Verpackungsart gewöhnlich „Tonne“ und „Faß“ genannt.